# Rund toppmurkla
Rund toppmurkla (Morchella esculenta) är en svampart som först beskrevs av L., och fick sitt nu gällande namn av Christiaan Hendrik Persoon 1801. Rund toppmurkla ingår i släktet Morchella,  och familjen Morchellaceae.  Artens status i Sverige är: Reproducerande. Två underarter finns: umbrina och esculenta.
Den växer gärna på kalkrik mark i lövskogar och parker. Den sägs vara ovanlig - dock vanligare på Gotland och Öland - och växer främst i södra Sverige.
Den runda toppmurklan och den närbesläktade toppmurklan skall aldrig ätas rå och skall tillagas i minst tio minuter. Större mängder (mer än 100 gram per måltid, eller motsvarande mängd torkad svamp) kan påverka mag-tarmkanalen eller ge neurologiska effekter och bör därför undvikas.

## Externa länkar

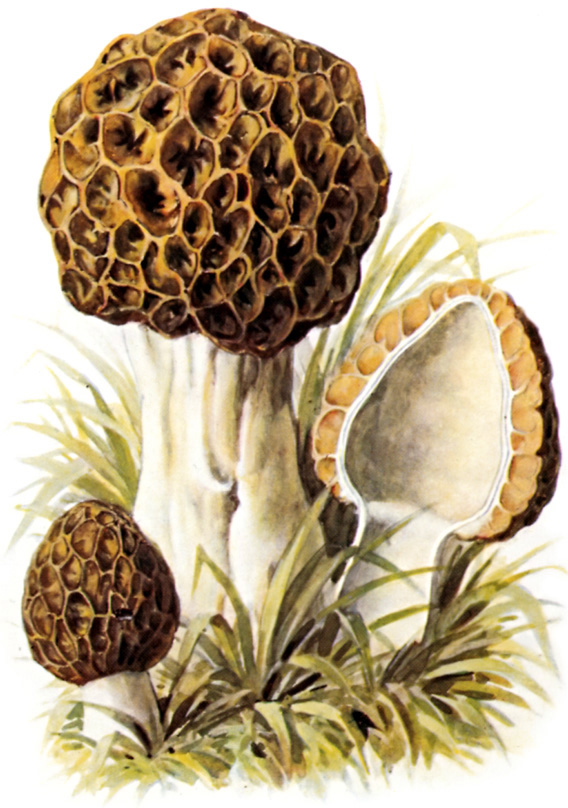
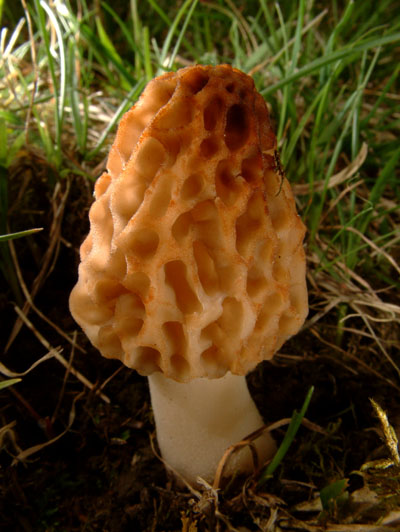
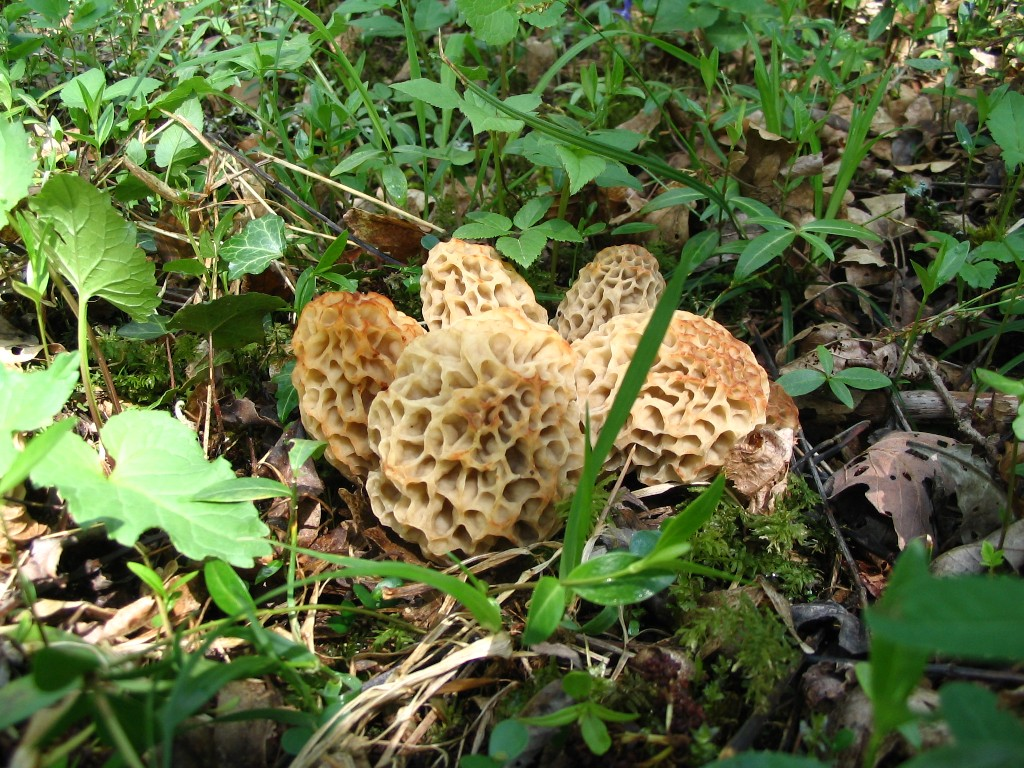
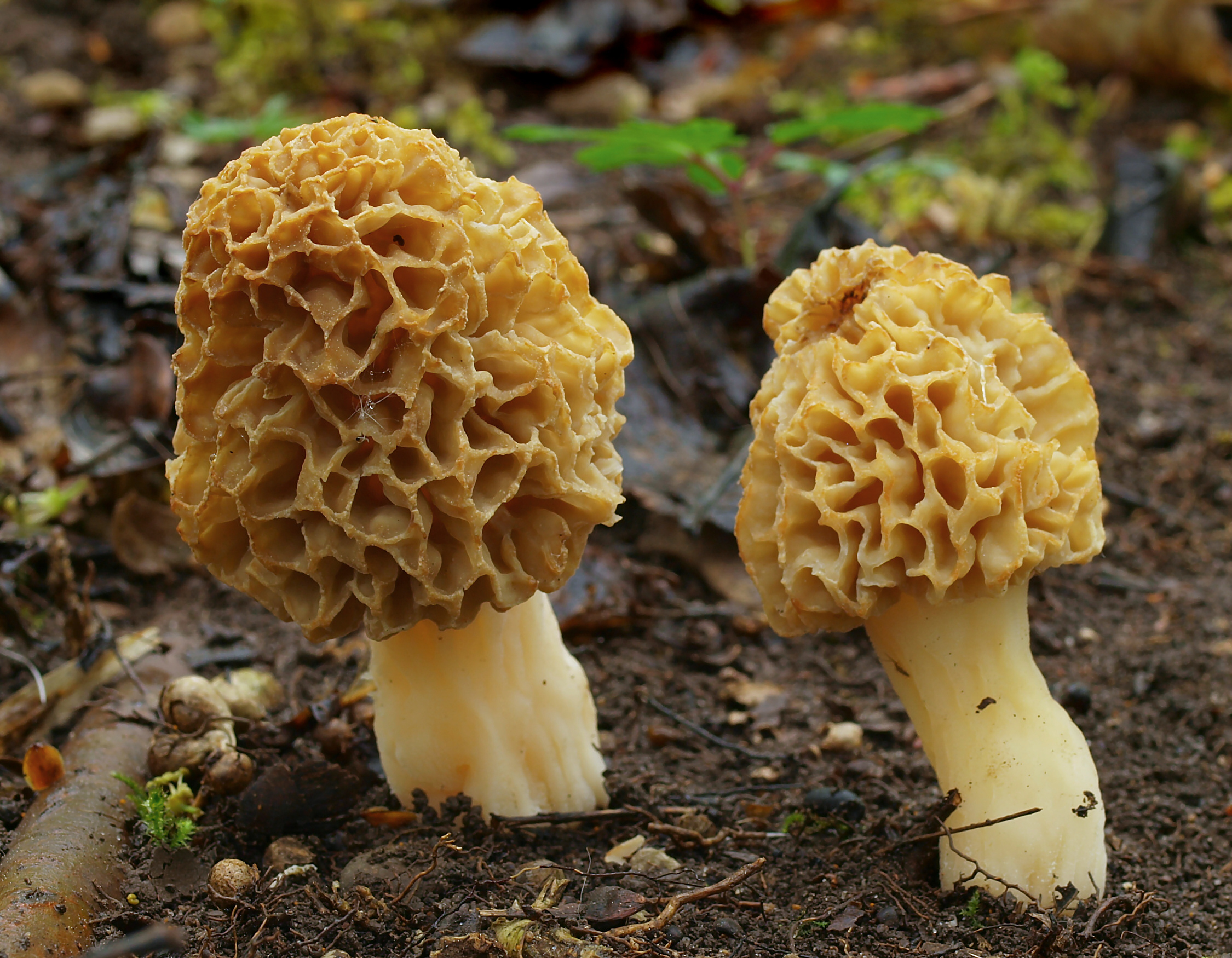
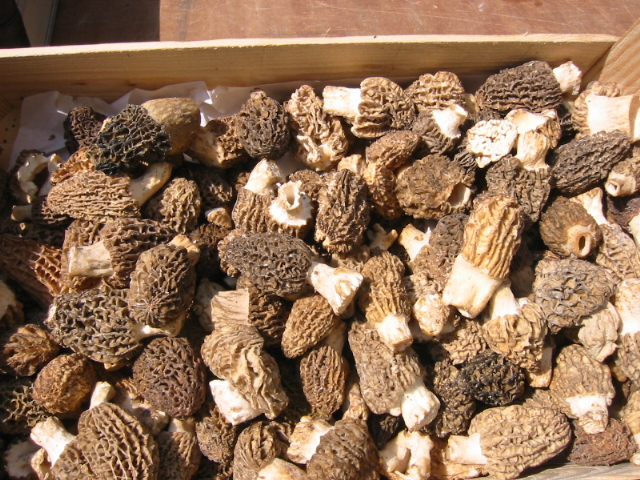
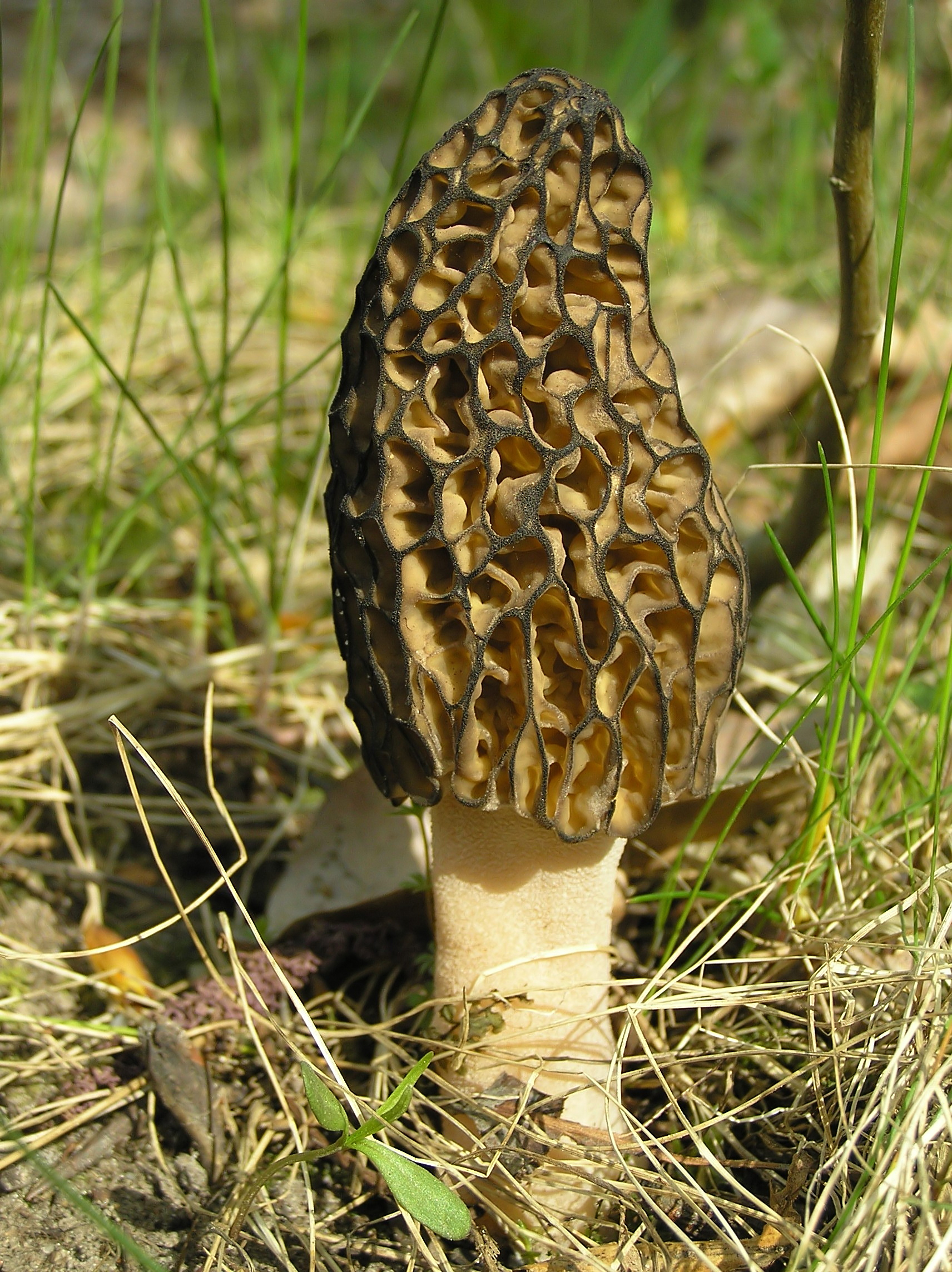
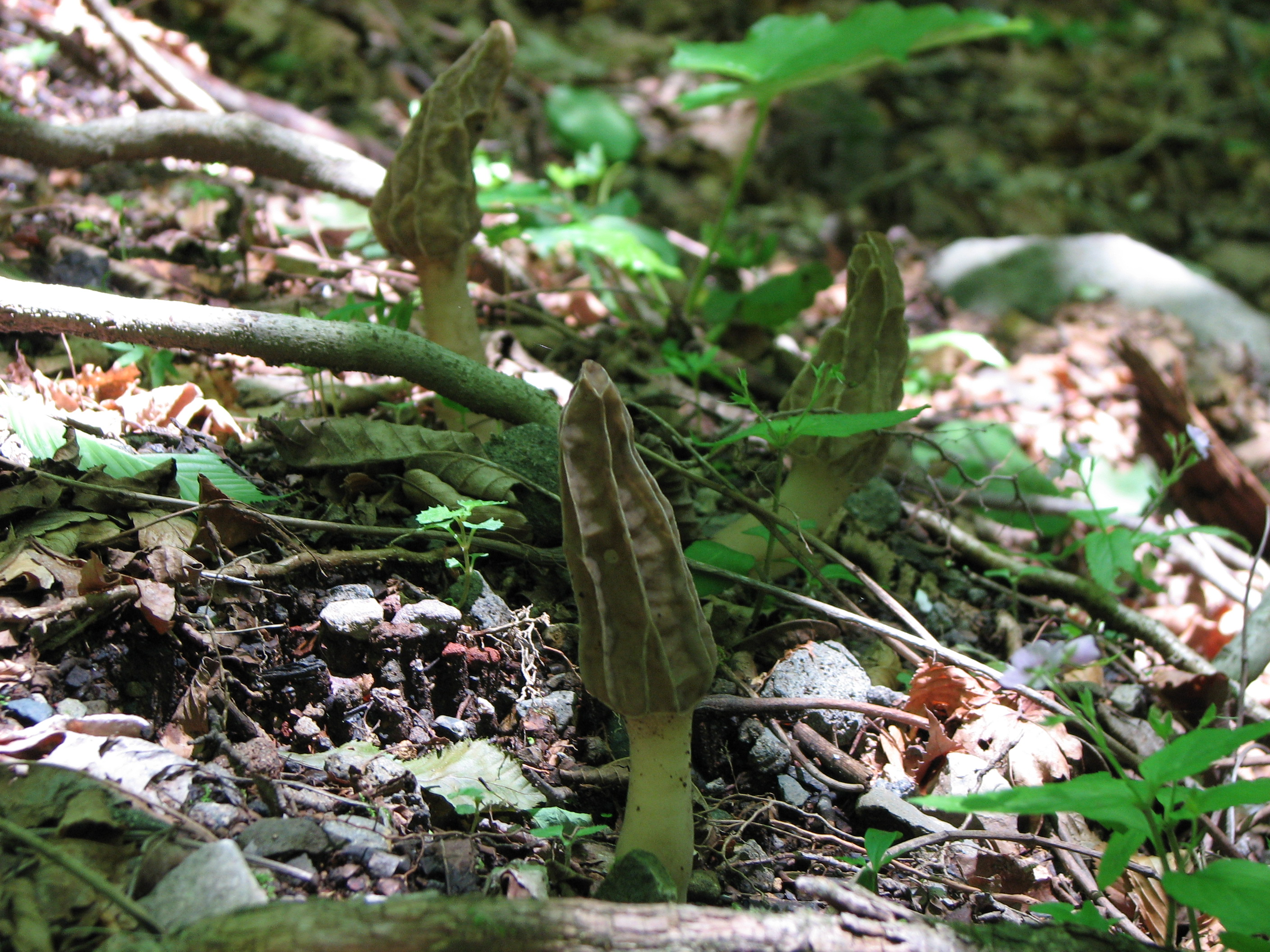
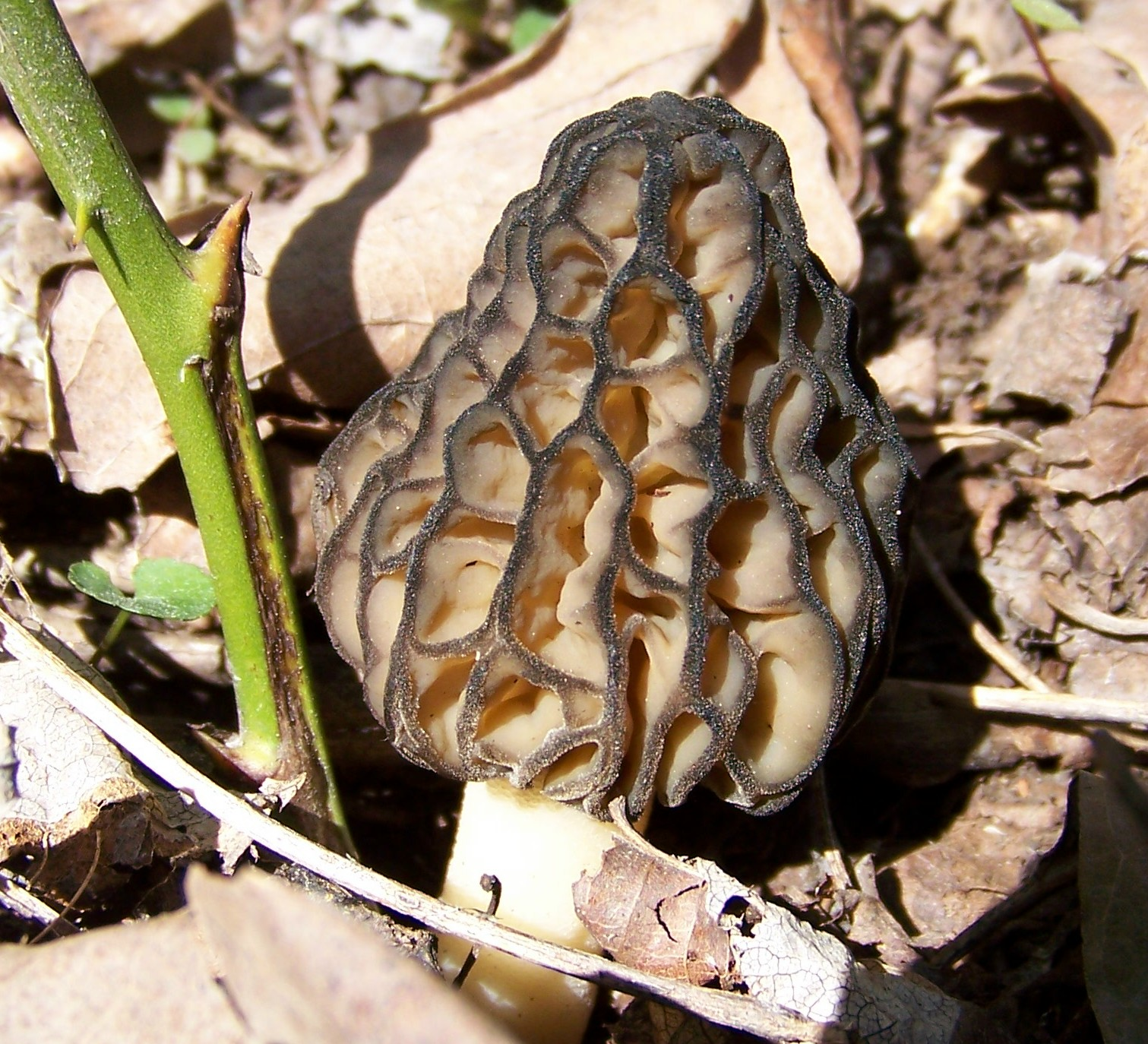